# Manor (réseau d'agences de voyages)
Gie Manor est un groupement d'intérêt économique d’agences de voyages en France, créé en 1986. Comme AS Voyages (fusion de Selectour et d’Afat voyages), TourCom et Cediv, Gie Manor est un réseau d’agences de voyages indépendantes sur les plans juridique et financier.

## Histoire
En 2004, Gie Manor fonde avec le réseau volontaire Afat voyages et les 
réseaux intégrés American Express Voyages d’Affaires et Thomas Cook, le GIE G4 Voyages, pour un volume d’affaires de 4,745 M € (grand public 46 %, entreprises 54 %) et 1 379 points de vente.
En 2010, Afat voyages quitte le G4.
En 2011, Gie Manor fonde avec un autre réseau d’agences de voyages indépendantes, TourCom, le GIE Business and Tourism Travel Group (BTTG), « le premier réseau d’agences de voyages en France (…) avec 3 milliards d’euros de volume d’affaires et plus de 800 points de vente .
En 2022, le Gie Manor estime atteindre un volume d'affaires de 1,4 milliard d'euros.